# HTML5 video
HTML5 video é um elemento introduzido na nova especificação HTML5 para o processamento e a reprodução de vídeos ou filmes, que substitui parcialmente o elemento objeto. O HTML5 video foi concebido pelos seus criadores para se tornar a nova forma normalizada de apresentar vídeo em linha,[carece de fontes?] mas tem sido dificultado pela falta de acordo quanto aos formatos de vídeo que devem ser suportados pelo elemento vídeo.

## Exemplos de elementos<video>
O código a seguir incorpora um vídeo do codec de vídeo WebM em uma página da Web.
```
<
video
 
src
=
"movie.webm"
 
poster
=
"movie.jpg"
 
controls
>

	Desculpe, o seu navegador não suporta o elemento de vídeo html5.

</
video
>

```

O atributo "controls" habilita a própria interface de usuário do navegador para controlar a reprodução. Como alternativa, a reprodução pode ser controlada com JavaScript, que o web designer pode usar para criar uma interface de usuário personalizada. O atributo opcional "poster" especifica uma imagem para mostrar no lugar do vídeo antes que a reprodução seja iniciada.

### Múltiplos formatos

Disponibilidade de formatos multimédia em relação às quotas de utilização do browser

O suporte ao formato de vídeo varia entre os navegadores, de forma que uma página da web pode fornecer vídeo em vários formatos. Para outros recursos, o sniffing do navegador é usado algumas vezes, o que pode ser propenso a erros: o conhecimento de qualquer desenvolvedor web sobre navegadores será inevitavelmente incompleto ou desatualizado. O navegador em questão "sabe melhor" quais formatos pode usar. O elemento "video" suporta fallback por meio da especificação de várias fontes. Usando qualquer número de elementos <source>, como mostrado abaixo, o navegador escolherá automaticamente qual arquivo baixar. Alternativamente, a função JavaScript canPlayType() pode ser usada para obter o mesmo resultado. O atributo "type" especifica o tipo MIME e possivelmente uma lista de codecs, o que ajuda o navegador a determinar se ele pode decodificar o arquivo sem começar a baixá-lo. O tipo MIME denota o formato do contêiner do arquivo, e o formato do contêiner define a interpretação da string do codec.
```
<
video
 
poster
=
"movie.jpg"
 
controlos
>

	
<
source
 
src
=
"movie.webm"
 
type
=
"video/webm"
 
codecs
=
"vp8.0, vorbis"
 
/>

	
<
source
 
src
=
"movie.ogv"
 
type
=
"video/ogg"
 
codecs
=
"theora, vorbis"
 
/>

	
<
source
 
src
=
"movie.mp4"
 
type
=
"video/mp4"
 
codecs
=
"avc1.4D401E, mp4a.40.2"
 
/>

	
<
p
>
Desculpe, o seu navegador não suporta o elemento de vídeo html5.
</
p
>

</
vídeo
>

```